# The Yearling
The Yearling (Brasil: Virtude Selvagem / Portugal: O Despertar) é um filme norte-americano de 1946, do gênero drama, dirigido por Clarence Brown  e estrelado por Gregory Peck e Jane Wyman.

## Produção

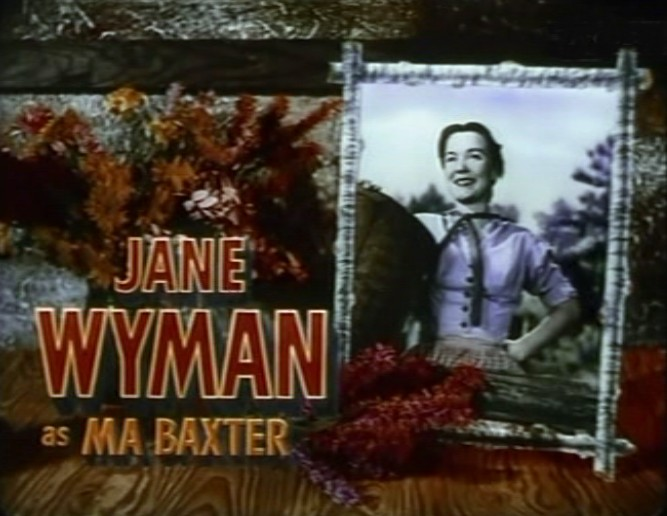
Jane Wyman ao ser apresentada no trailer do filme.

The Yearling, um dos mais memoráveis de todos os filmes da MGM, é parte do ciclo sobre animais de estimação produzidos em Hollywood na década de 1940. Outros títulos incluem Lassie Come Home (1943), National Velvet (1944) (também dirigido por Clarence Brown) e The Red Pony (1949).
O roteiro é adaptado do romance homônimo de  Marjorie Kinnan Rawlings, publicado em 1938 e ganhador do Prêmio Pulitzer de ficção. A obra se enquadra nos chamados romances de formação, ao apresentar um jovem que, através de um doloroso sacrifício, faz a transição entre a infância e a maturidade.
As filmagens haviam sido iniciadas na Flórida em 1941, com Spencer Tracy, Anne Revere e Gene Eckman nos papéis principais. Todavia, uma série de incidentes -- enxames de insetos, brigas entre Tracy e o diretor Victor Fleming (substituído por King Vidor) e o crescimento muito rápido de Eckman e do cervo a que o título original se refere -- fez com que Louis B. Mayer arquivasse o projeto na época.
Clarence Brown foi indicado pela quinta e última vez ao Oscar de Melhor Diretor, que ele nunca levou para casa. Rodado em primoroso Technicolor, The Yearling foi apenas o seu segundo filme em cores -- o primeiro tendo sido National Velvet -- e ficou com o Oscar de Melhor Fotografia. Os cenários também foram premiados, com a Melhor Direção de Arte.
Gene Eckman, nascido em Atlanta e com um sotaque carregado que se chocava com os registros vocais de Spencer Tracy, nunca apareceu nas telas. Seu substituto cinco anos mais tarde, Claude Jarman Jr., recebeu um Oscar especial da Academia, pela sua atuação.
Segundo Ken Wlaschin, o filme é um dos doze melhores de Gregory Peck e um dos dez de Jane Wyman.
Em 1994, a história foi refilmada para a televisão, com Peter Strauss, Jean Smart e Wil Horneff.

## Sinopse

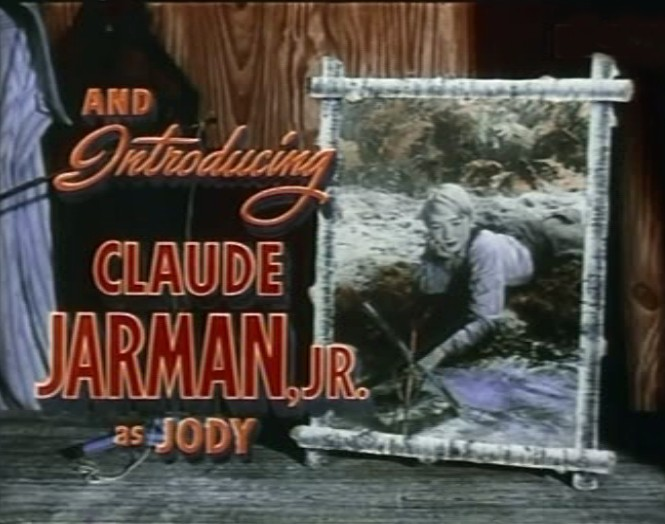
The Yearling marcou a estreia de Claude Jarman Jr. no cinema, aos doze anos de idade. Quatro anos depois, participou de outro filme importante, Rio Grande, de John Ford. Ao tornar-se adulto, sua carreira acabou.

Após a Guerra Civil, o soldado confederado Penny Baxter leva a esposa Orry e o filho Jody para a Flórida, onde pretendem fixar-se como colonos. Jody acaba por adotar um filhote de cervo, cuja mãe foi morta por Penny. Os dois tornam-se inseparáveis, mas o cervo destrói todas as plantações da família, de forma que Penny decide que o animal tem de morrer. Com pena, Jody solta-o na floresta, mas ele teima sempre em voltar. Um dia, a mãe Orry atinge-o com um tiro e Jody precisa decidir entre salvar seu mascote ou o rancho.

## Premiações
| Patrocinador                                  | Prêmio       | Categoria | Situação                            |
| --------------------------------------------- | ------------ | --- | ----------------------------------- |
| Academia de Artes e Ciências Cinematográficas | Oscar        | Melhor Filme Melhor Diretor Melhor Ator (Gregory Peck) Melhor Atriz (Jane Wyman) Melhor Fotografia (cores) Melhor Edição Melhor Direção de Arte | Indicado Vencedor Indicado Vencedor |
| Golden Globes, USA                            | Golden Globe | Melhor Ator Filme Dramático (Gregory Peck) | Vencedor                            |
| Hollywood Foreign Press Association           |              | Melhor Ator (Gregory Peck) | Vencedor                            |
| The New York Times                            |              | Ten Best Films of 1946 | Vencedor                            |
| Film Daily                                    |              | Ten Best Films of 1946 | Vencedor                            |

- Oscar Especial: Claude Jarman Jr. "por seu desempenho como ator infantil em 1946"[6]

## Elenco
| Ator/Atriz        | Personagem      |
| ----------------- | --------------- |
| Gregory Peck      | Penny Baxter    |
| Jane Wyman        | Orry Baxter     |
| Claude Jarman Jr. | Jody            |
| Chill Wills       | Buck Forrester  |
| Clem Bevans       | Papai Forrester |
| Margaret Wycherly | Mamãe Forrester |
| Henry Travers     | Boyles          |
| Forrest Tucker    | Lem Forrester   |
| Donn Gift         | Fodderwing      |